# Chiostro della collegiata di Sant'Orso

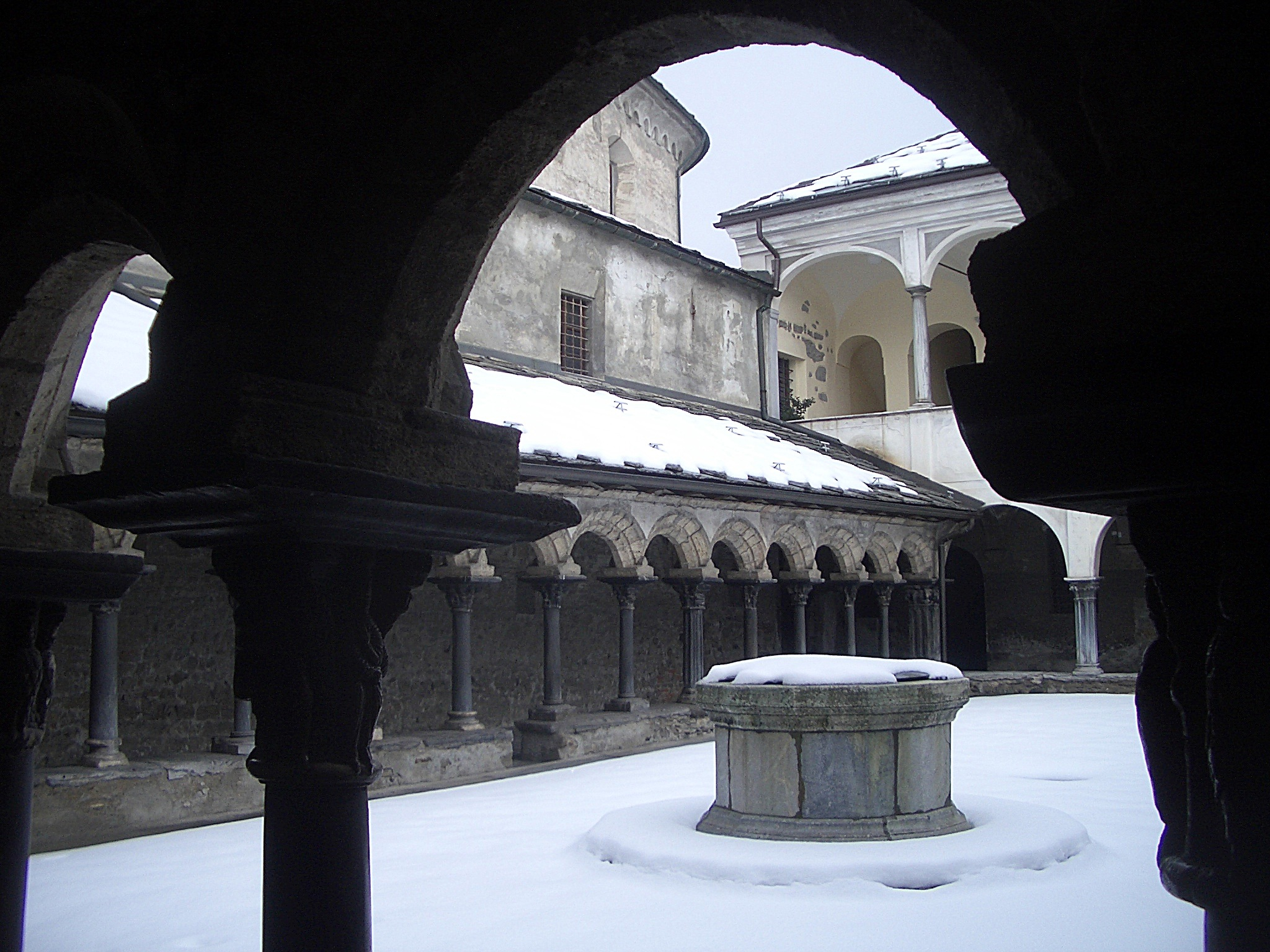
Veduta invernale del chiostro

Il chiostro della Collegiata di Sant'Orso (in francese, Cloître de la collégiale de Saint-Ours) a Aosta con i suoi capitelli istoriati realizzati nel XII secolo costituisce una splendida testimonianza di arte romanica.

## Storia
Il chiostro, adiacente alla collegiata di Sant'Orso, ha un impianto rettangolare; il lato maggiore che corre lungo il lato sud della chiesa misura 19,5 metri, mentre quello minore è di 10,7 metri. Le volte sono sostenute da pilastri e da colonne semplici e binate; nell'area centrale è posto un antico pozzo.
La sua costruzione si colloca negli anni immediatamente successivi al 1132, come attesta l'iscrizione di uno dei capitelli: "ANNO AB INCARNATIO (N) E DOMINI MC XXX III IN HOC CLAUSTRO REGULAR (I) S VITA INCEPTA EST", che indica l'inizio effettivo della vita comunitaria. In quell'anno aveva infatti ottenuto risposta positiva la richiesta avanzata al papa Innocenzo II dal vescovo di Aosta Eriberto (già canonico regolare di Sant'Agostino del Capitolo di Abondance nel Chiablese in Alta Savoia), finalizzata ad avere, per la congregazione di Sant'Orso, la possibilità di fondare una comunità di agostiniani. Arnolfo di Avise fu nominato da Eriberto priore della comunità; sotto la sua guida furono realizzati, oltre al chiostro, gli altri locali conventuali (dispensa, refettorio, dormitorio, sala priorale) disposti attorno al chiostro e fu ampliato il coro della collegiata in coerenza con le esigenze delle vita comunitaria. Non tutta la critica condivide la datazione della costruzione del chiostro in anni prossimi al 1132: considerazioni stilistiche porterebbero ad una data più tarda, dopo la metà del XII secolo, quando Arnolfo di Avise aveva a sua volta ottenuto la cattedra episcopale.
Alcuni verbali di visite pastorali attestano come il chiostro fosse affrescato con scene della vita di Sant'Orso; affreschi che già all'inizio del XV secolo erano diventate illeggibili.
Il chiostro ha subito nel tempo alcune modifiche architettoniche. Nella seconda metà del XV secolo, per iniziativa di Giorgio di Challant (nominato nel 1468 priore della Collegiata di Sant'Orso) vennero rifatte le volte, con la struttura a crociera oggi visibile.
La decadenza della vita comunitaria, iniziata già nel XVI secolo, culminò nel 1644 quando venne soppresso il cenobio agostiniano. Furono allora abbattuti, tra il XVIII e XIX secolo gli edifici conventuali che si affacciavano sul lato orientale del chiostro, che venne anch'esso demolito e ricostruito con volte a vela. In seguito a tali lavori alcuni capitelli andarono dispersi: quattro di essi sono oggi conservati nel Museo civico d'arte antica di Torino.

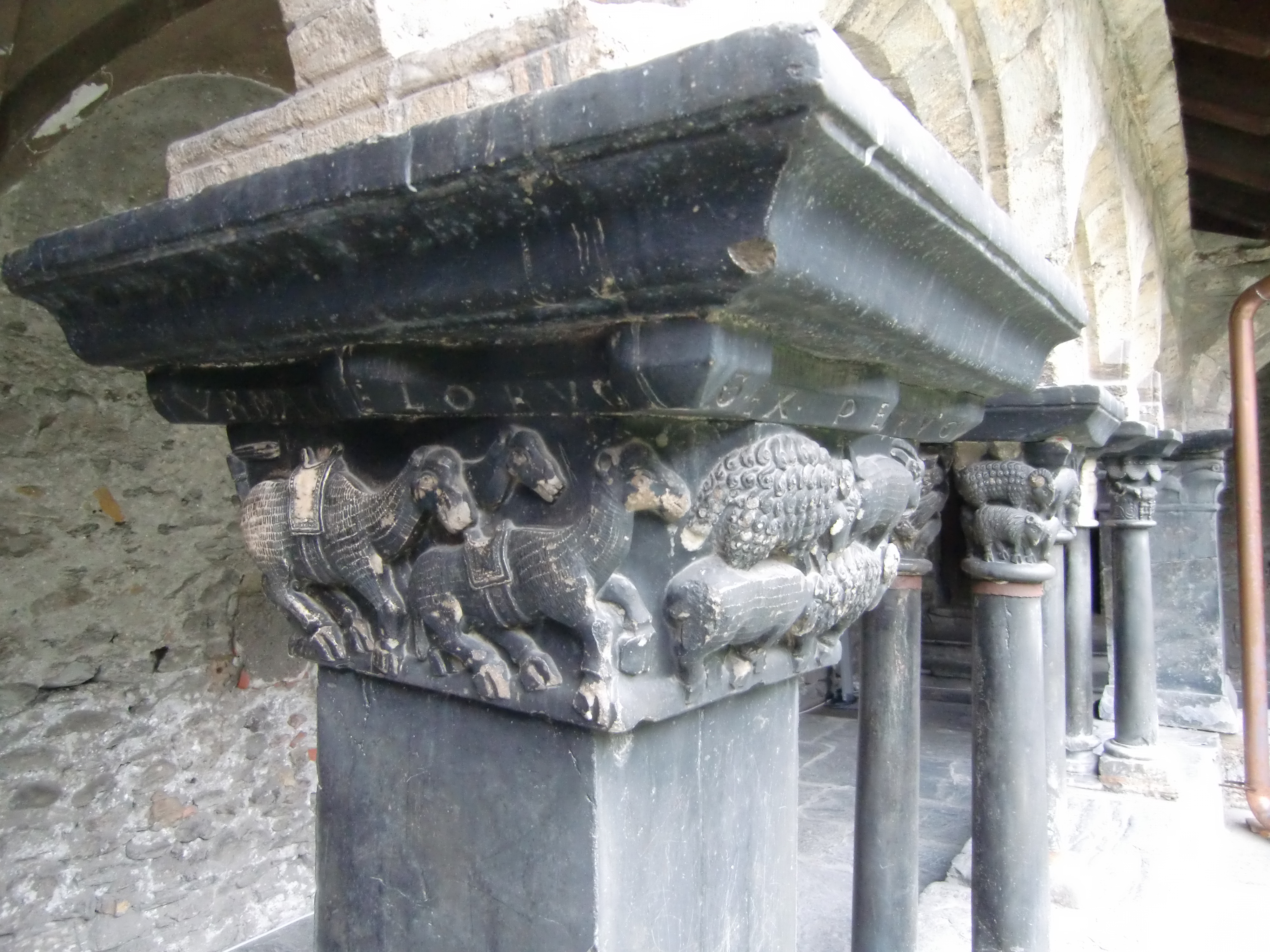
Capitello 19: Particolare dei greggi di Giacobbe

## I capitelli
- Lato Nord
  - Capitello 1: Figure di animali mostruosi accovacciati
  - Capitello 2: Sadrac, Masac e Abednego nella fornace ardente
  - Capitello 3: Annunciazione, Davide, San Giuseppe
  - Capitello 4: Natività
  - Capitello 5: I magi davanti ad Erode
  - Capitello 6: Fuga in Egitto
  - Capitello 7: Motivi decorativi
  - Capitello 8: Lapidazione di Santo Stefano oppure Storie di Giobbe
  - Capitello 9: Scena di vita monastica oppure Eliezer e Rebecca al pozzo
  - Capitello 10: Capitello decorativo
  - Capitello 11: Arpie
  - Capitello 12: Favola della volpe e la cicogna
  - Capitello 13 - 14- 15: Motivi decorativi
- Lato ovest
  - Capitello (binato) 16: Nascita di Giacobbe ed Esaù, Esaù a caccia; 16 bis (copia): Rebecca spinge Giacobbe davanti ad Isacco
  - Capitello 17: Rebecca consiglia a Giacobbe di fuggire, Sogno di Giacobbe
  - Capitello (binato) 18: Gregge di Rachele al pascolo; 18 bis: Giacobbe incontra Rachele al pozzo
  - Capitello 19: Riconciliazione di Giacobbe ed Esaù in presenza delle mogli, dei figli e delle greggi :
  - Capitello (binato) 20: I figli di Giacobbe; 20 bis: Labano, Giacobbe, Rachele e gli idoli rubati
  - Capitello 21: Giacobbe lotta con l'angelo
  - Capitello (binato) 22: I figli di Giacobbe; 22 bis: Giuseppe e altri figli di Giacobbe
  - Capitello 23: Motivi decorativi
- Lato sud
  - Capitello 24: Arpie
  - Capitello 25: Motivi decorativi
  - Capitello 26: Composizione decorativa con figure umane
  - Capitolo 27 - 28 - 29- 30 -31: Profeti con cartigli
  - Capitello 32: Storie di Sant'Orso
  - Capitello 33: Apostoli Andrea e Simone, Resurrezione di Lazzaro
  - Capitello 34: Apostoli Bartolomeo e Giacomo, Gesù visita Maria Maddalena e Marta
  - Capitello 35: Fondazione del convento sotto la regola di Sant'Agostino
  - Capitello 36: Decorazione a viluppi foliacei con iscrizione sulla fondazione del convento
- Lato est
  - Capitello 37: Motivi decorativi
  - Capitello 38 – 39- 40: Capitelli decorativi della fine del XVIII secolo

Posti su pilastri o su colonnine semplici o binate, i capitelli costituiscono la parte artisticamente più importante del chiostro. Si sono conservati 37 degli originali 52 capitelli (altri 3, posti sul lato est, sono di fine Settecento, inseriti nel corso di una ristrutturazione del chiostro).
Il materiale con il quale essi furono realizzati è il marmo bianco, mentre le colonne sono in bardiglio di Aymavilles; tali materiali, in origine, producevano nel chiostro un effetto di policromia, accentuata da decorazioni pittoriche. Sotto la vernice nera che ricopre oggi tutti i sostegni degli archi sono state trovate infatti tracce di pigmento rosso e nero.
Non si conosce esattamente la data (anteriore comunque al XVII secolo) in cui venne stesa la vernice nera che conferisce oggi al chiostro un'aura alquanto severa, secondo Robert Berton, simbolo di penitenza, di rinuncia e mortificazione della carne Si è formulata l'ipotesi che ai capitelli ed ai loro supporti sia stata applicato per impermeabilizzarli un composto colloso trasparente misto a cenere che, ossidandosi con il tempo, li avrebbe definitivamente anneriti.
I capitelli configurano nel loro insieme un ampio "poema marmoreo", con un programma iconografico alquanto eterogeneo, comprendente scene dell'Antico Testamento, (Storie di Giacobbe, Profeti), scene evangeliche (storie della vita di Gesù, Apostoli), scene agiografiche riferite a Sant'Orso ed alla fondazione del cenobio, nonché soggetti moraleggianti di cultura pagana (favole di Esopo) e raffigurazioni decorative di carattere zoomorfo e vegetale.
L'atelier del chiostro ursino si caratterizza per l'asperità del linguaggio artistico, con un forte senso per i volumi e con soluzioni compositive essenziali, ma non prive di attenzione minuziosa ai dettagli dell'abbigliamento dei personaggi ed alle figure animali.
Dal punto di vista stilistico gli studiosi hanno messo in evidenza tanto accostamenti al linguaggio della scultura romanica di area lombarda (ad es. i capitelli biblici della Basilica di San Michele Maggiore a Pavia) ovvero alla scultura provenzale (ad es. i capitelli del chiostro della chiesa di Saint-Trophime ad Arles).
Dopo avere sottolineato le strette somigliante con i capitelli raffiguranti la Natività e l'Annuncio ai pastori nel battistero della basilica di Saint-Martin d'Ainay a Lione ed anche con l'altare marmoreo firmato "Pietro di Lione" nella cattedrale di Susa, osserva Sandra Barberi:
(S. Barberi, Collegiata dei Ss. Pietro e Orso. Il chiostro romanico, op. cit. in bibliografia)

## Galleria d'immagini

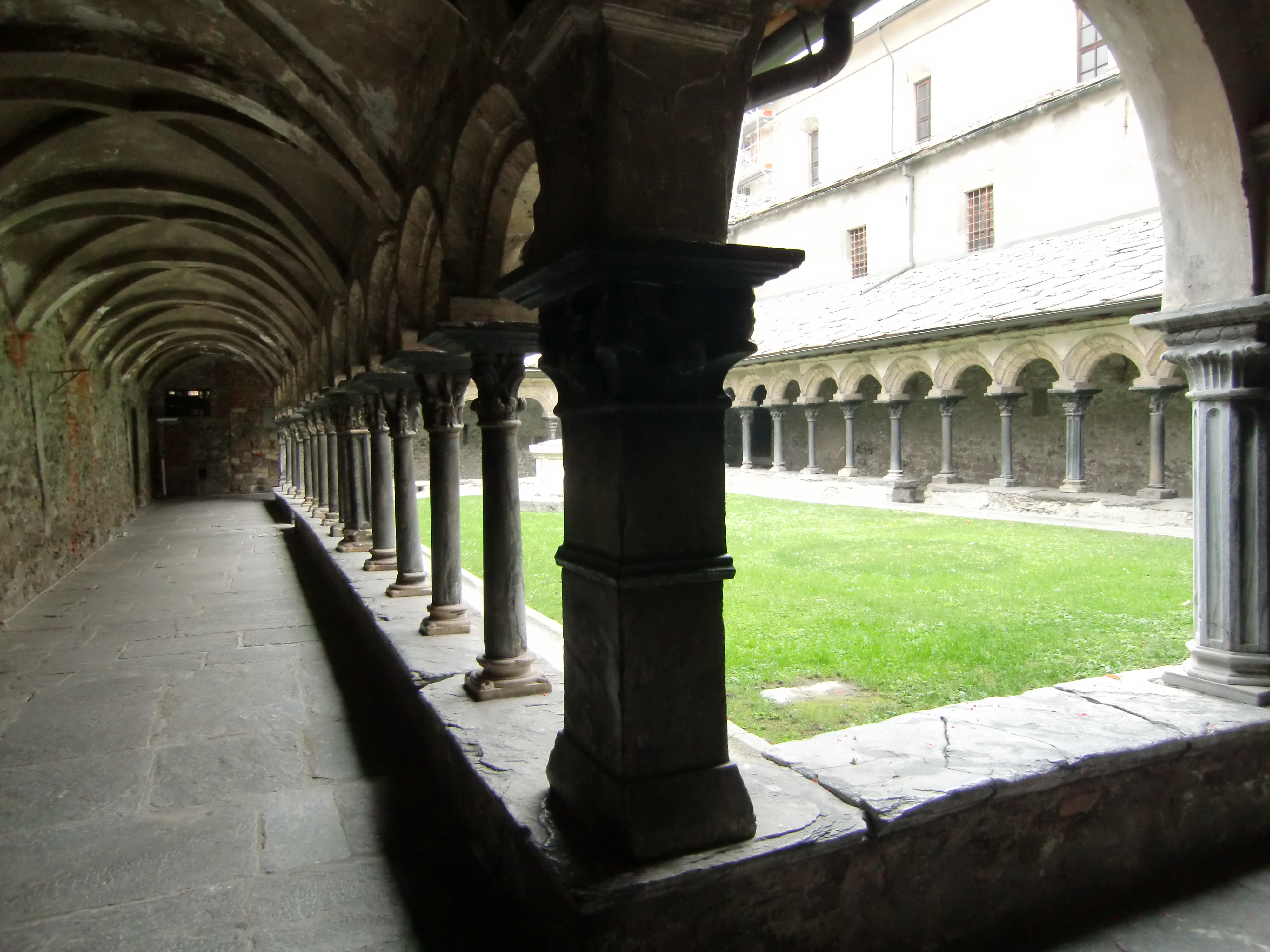
Veduta del chiostro
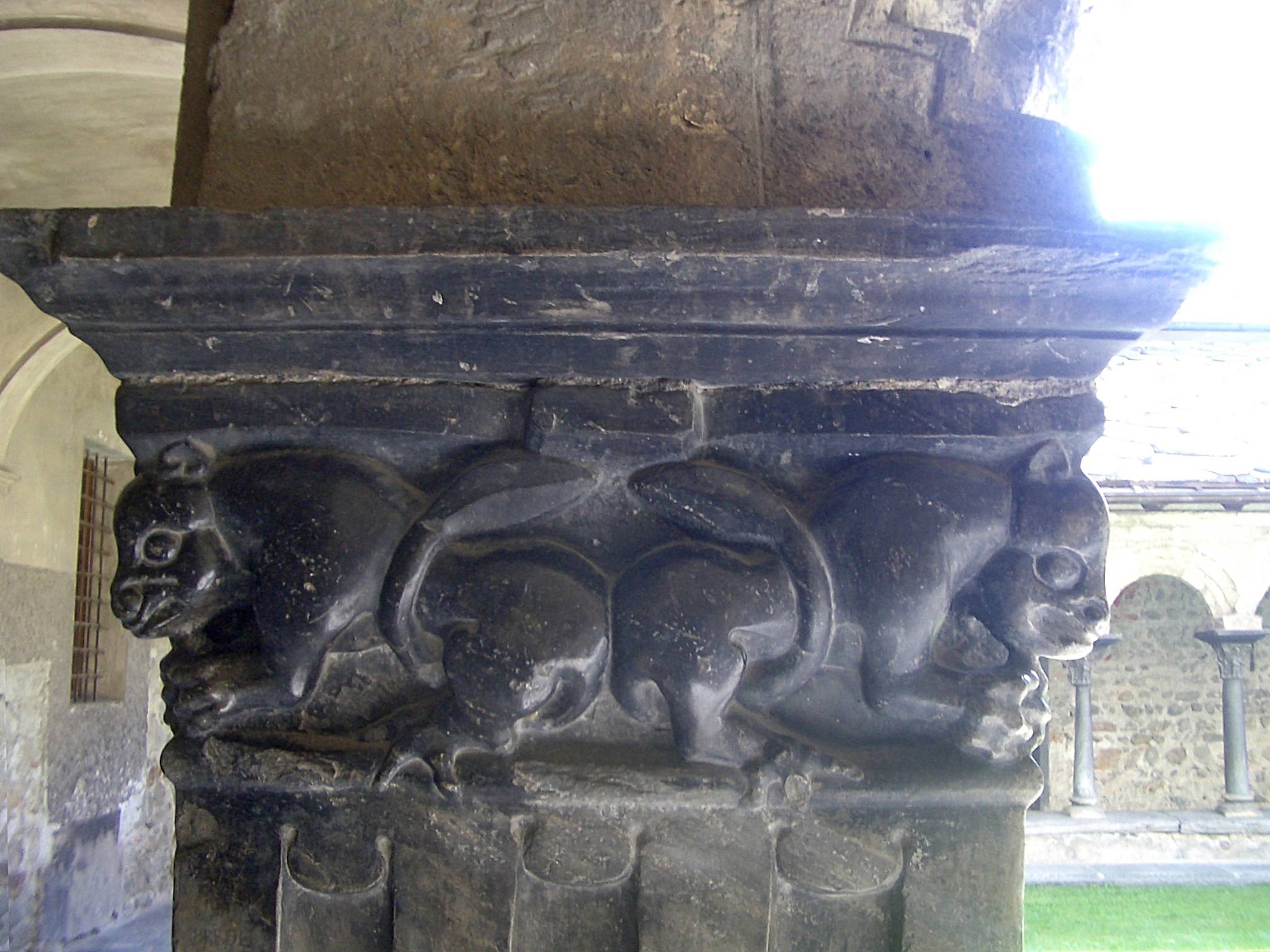
Capitello 1: Figure di animali mostruosi accovacciati
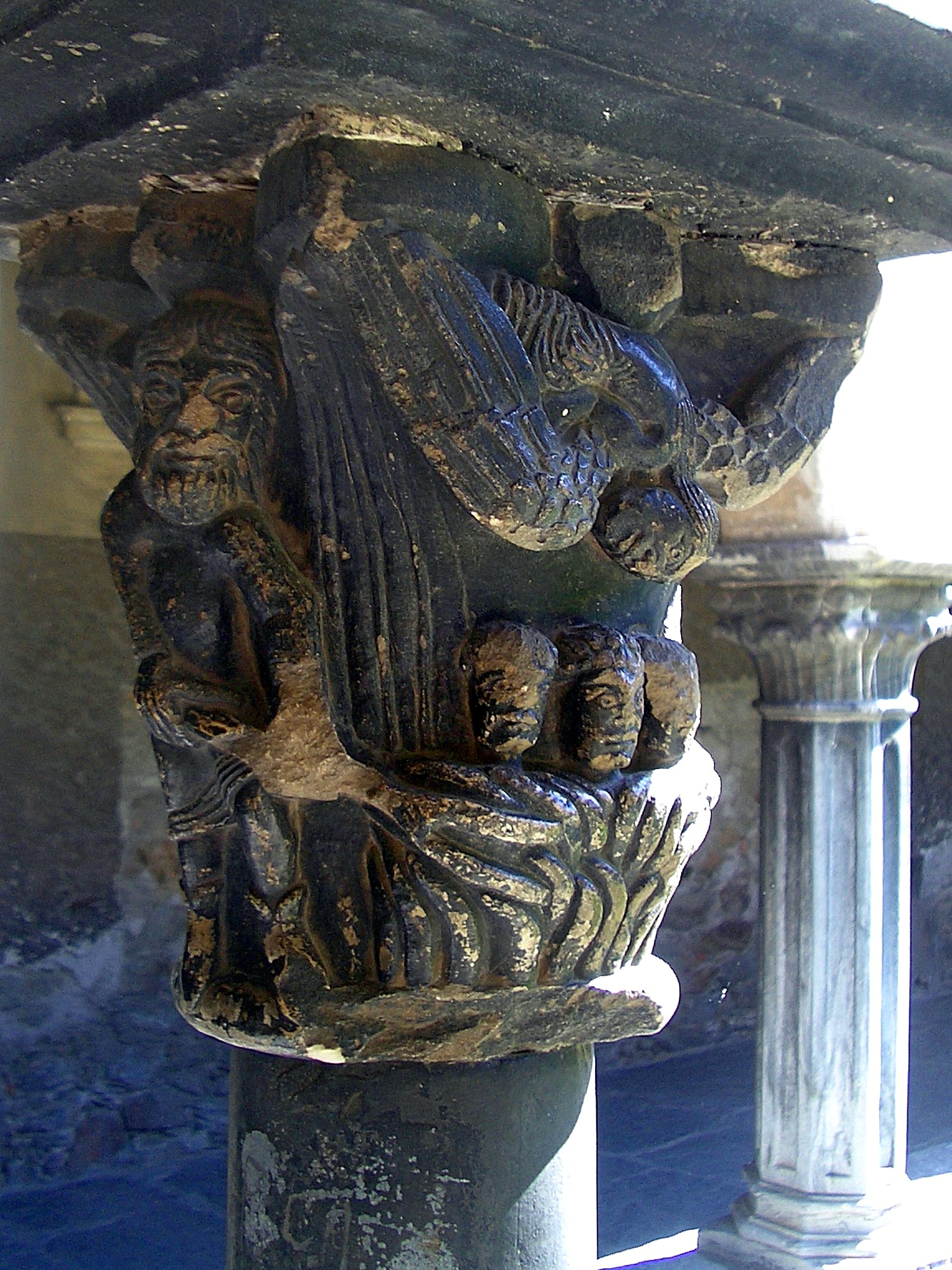
Capitello 2: Sadrac, Masac e Abednego nella fornace ardente
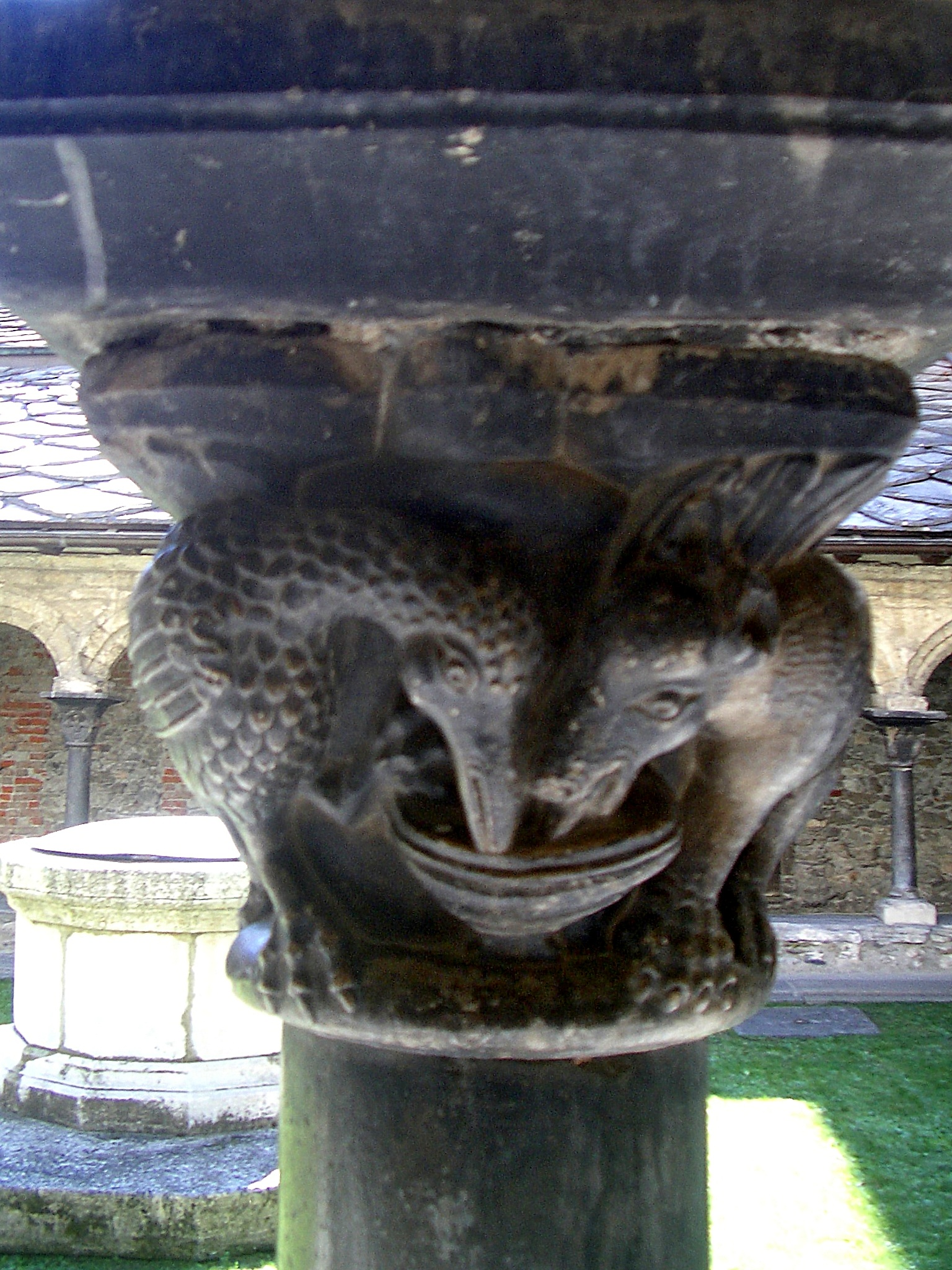
Capitello 12: La volpe e la cicogna (favola di Esopo)